# 三井不動産ロジスティクスパーク投資法人
三井不動産ロジスティクスパーク投資法人（みついふどうさんロジスティクスパークとうしほうじん）は、東京都中央区に本部を置く投資法人。東証上場（J-REIT）。

## 概要
三井不動産と伊藤忠商事・伊藤忠都市開発がスポンサーの物流施設特化型REITである。資産運用会社は、三井不動産77%、伊藤忠リート・マネジメント23%出資の「三井不動産ロジスティクスリートマネジメント株式会社」である。当初は三井不動産単独スポンサーであったが、2024年11月1日より三井不動産と伊藤忠グループのダブルスポンサー体制となった。
投資対象は、主に三井不動産が開発した「MFLP」ブランドや伊藤忠グループ開発の「IMP（アイミッションズパーク）」ブランドの先進的物流施設に重点投資で、一部はインダストリアル不動産（データセンター等）である。
GLP・MFLP市川塩浜については、物流大手のGLPとの共同により保有している。
物流リートとして、日本ロジスティクスファンド投資法人、GLP投資法人、日本プロロジスリート投資法人、ラサールロジポート投資法人に次ぐ5番目の上場であった。

## 沿革
- 2016年（平成28年）3月4日 - 本投資法人の成立
- 2016年（平成28年）8月2日 - 東証に上場[1]
- 2024年（令和6年）11月1日 - 伊藤忠グループがスポンサーのアドバンス・ロジスティクス投資法人を吸収合併[2]

## 保有物件
物流不動産
- L-1：GLP・MFLP市川塩浜（千葉県市川市）
- L-2：MFLP久喜（埼玉県久喜市）
- L-3：MFLP横浜大黒（神奈川県横浜市）
- L-4：MFLP八潮（埼玉県八潮市）
- L-5：MFLP厚木（神奈川県愛甲郡）
- L-6：MFLP船橋西浦（千葉県船橋市）
- L-7：MFLP柏（千葉県柏市）
- L-8：MFLP堺（大阪府堺市）
- L-9：MFLP小牧（愛知県小牧市）
- L-10：MFLP日野（東京都日野市）
- L-11：MFLP平塚（神奈川県平塚市）
- L-12：MFLPつくば（茨城県つくばみらい市）
- L-13：MFLP稲沢（愛知県稲沢市）
- L-14：MFLP厚木Ⅱ（神奈川県伊勢原市）
- L-15：MFLP福岡Ⅰ（福岡県糟屋郡須恵町）
- L-16：MFLPプロロジスパーク川越（埼玉県川越市）
- L-17：MFLP広島Ⅰ（広島県広島市）
- L-18：MFLP茨木（大阪府茨木市）
- L-19：MFLP川口Ⅰ（埼玉県川口市）
- L-20：MFLP八千代勝田台（千葉県八千代市）
- L-21：MFLP大阪Ⅰ（大阪府大阪市）
- L-22：MFLP平塚Ⅱ（神奈川県平塚市）
- L-23：MFLP大阪交野（大阪府交野市）

インダストリアル不動産
- I-1：MFIP印西（千葉県印西市） - データセンター
- I-2：MFIP印西Ⅱ（千葉県印西市） - データセンター

## その他の物流REIT
- 日本ロジスティクスファンド投資法人
- GLP投資法人
- 日本プロロジスリート投資法人
- ラサールロジポート投資法人
- 三菱地所物流リート投資法人
- 伊藤忠アドバンス・ロジスティクス投資法人
- CREロジスティクスファンド投資法人
- SOSiLA物流リート投資法人